# Gus Monsanto
Pour les articles homonymes, voir Monsanto (homonymie).
Gus Monsanto est un chanteur et guitariste brésilien.

## Biographie
Gus Monsanto est l'ex-chanteur du groupe de metal progressif français Adagio entre 2004 et 2008, et ex-chanteur du groupe de power metal finlandais Revolution Renaissance de 2008 à 2010.
En 2022, il rejoint le groupe de heavy metal français Krysaor.